# Comunas do cantão de Genebra

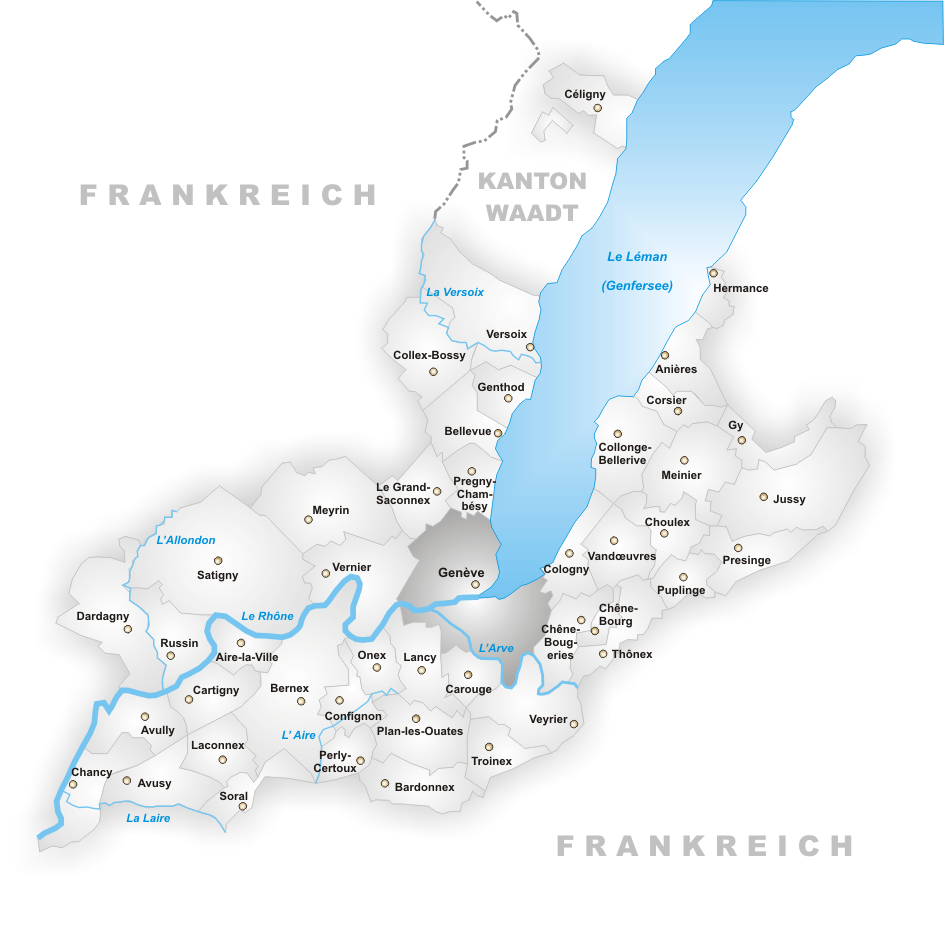
A comuna de Genebra e as outras 44

O cantão de Genebra, que não é dividido em distritos, conta 45  comunas 

## Comunas
| Aire-la-Ville      |
| Anières            |
| Avully             |
| Avusy              |
| Bardonnex          |
| Bellevue (Genebra) |
| Bernex             |
| Carouge            |
| Cartigny           |
| Céligny            |
| Chancy             |
| Chêne-Bougeries    |
| Chêne-Bourg        |
| Choulex            |
| Collex-Bossy       |

| Collonge-Bellerive |
| Cologny            |
| Confignon          |
| Corsier            |
| Dardagny           |
| Genève             |
| Genthod            |
| Gy (Genebra)       |
| Hermance           |
| Jussy (Genebra)    |
| Laconnex           |
| Lancy              |
| Le Grand-Saconnex  |
| Meinier            |
| Meyrin             |

| Onex                  |
| Perly-Certoux         |
| Plan-les-Ouates       |
| Pregny-Chambésy       |
| Presinge              |
| Puplinge              |
| Russin                |
| Satigny               |
| Soral                 |
| Thônex                |
| Troinex               |
| Vendoeuvres (Genebra) |
| Vernier               |
| Versoix               |
| Veyrier               |

## Particularidade
A comuna suíça de Céligny é um enclave no cantão de Vaud, pelo que está separada da outras comunas do cantão. Além do mais Céligny está dividida em duas partes, logo também separadas uma da outra.

## Regiões
O cantão de Genebra tem duas regiões bem definidas a saber:
- Champagne :  composta por sete communas Aire-la-Ville, Avully, Avusy, Cartigny, Chancy, Laconnex e Soral
- Mandement : que designa a região vinícola de grande renome e qualidade enológica composta por Dardagny, Russin e Satigny.

## História

### Communas reunidas
Este termo designa os territórios cedidos a Genebra pela França no País de Gex em 1815 
e pela Casa de Saboia em 1816. Uma vez constituído numa só peça, Genebra entra na Confederação Helvética. Na mesma altura são criadas quatro  zonas francas em frança; País de Gex, Saint-Julien-en-Genevois, Salève e Annemasse, que permitem o trânsito de mercadorias sem pagarem taxas quando  vendidas dentro da zona ou exportadas para Genebra. 
As comunas reunidas são composta por:
- Tratado de Paris de 20 de Novembro de 1815 : Collex-Bossy, Grand-Saconnex, Meyrin, Pregny, Vernier e Versoix;
- Tratado de Turin de 16  de Março de 1816 : Aire-la-Ville, Anières, Avusy, Bardonnex, Bernex, Carouge, Chêne-Thônex, Choulex, Collonge-Bellerive, Compesières, Confignon, Corsier, Hermance, Laconnex, Lancy, Meinier, Onex, Perly-Certoux, Plan-les-Ouates, Presinge, Puplinge, Soral, Troinex et Veyrier.

### Fusãso de comunas
Em 1931 três comunas foram ligadas à Genebra:
- Petit-Saconnex
- Les Eaux-Vives
- Plainpalais

## Ligações Externas
«REG: Statistiques Cantonales (2013)» (em francês). Visitado: Fev. 2014